# Примо де Ривера, Хосе Антонио
Хосе́ Анто́нио При́мо де Риве́ра и Са́энс де Эре́диа, 1-й герцог Примо де Ривера, 3-й маркиз Эстелла (исп. José Antonio Primo de Rivera y Sáenz de Heredia; 24 апреля 1903, Мадрид, Королевство Испания — 20 ноября 1936, Аликанте, Вторая Испанская Республика) — испанский политический деятель, адвокат, дворянин. Старший сын генерала и диктатора Испании Мигеля Примо де Ривера.
Основатель и лидер фалангистских, национал-синдикалистских и фашистских организаций, таких как Испанское синдикалистское движение, Испанская фаланга (исп. Falange Española) и Испанская Фаланга СНСН (исп. Falange Española de las JONS).

## Политическая деятельность
После установления Второй республики занялся политической деятельностью. Основой его воззрений была идеология итальянского фашизма Бенито Муссолини.
В 1933 году Хосе Антонио Примо де Ривера вместе с молодым философом Рамиро Ледесмой Рамосом начал выпускать газету EI Fascio. В ней они обличали идеологии левого спектра, а также атеизм и масонство. Демократической власти противопоставлялся путь национальной диктатуры, способной остановить разгул либерализма, защитить интересы народа и идеалы социальной справедливости. По требованию демократических организаций газета «El Fascio» была запрещена, а Хосе Антонио Примо де Ривера арестован. Выйдя из тюрьмы, продолжил политическую деятельность.
В 1933 году основал «Испанскую фалангу», с которой позднее слились ещё несколько организаций национал-синдикалистского толка, объединённых идеалом «корпоративного государства», создав Испанскую Фалангу союзов национал-синдикалистского наступления. В 1933—1936 годах — депутат кортесов Испании.
Также Хосе Антонио являлся автором многих полемических и программных статей, стихов (включая гимн Фаланги «Лицом к солнцу»).

## Арест и смерть
После прихода к власти правительства Народного фронта арестован. Существует мнение, что после восстания военных 18 июля 1936 года была возможность обменять его на одного из заложников-республиканцев, но франкисты ею не воспользовались. 17 ноября народный суд Аликанте приговорил Хосе Антонио к расстрелу за участие в вооружённом мятеже, и через 3 дня приговор был приведён в исполнение.

## Память
В период правления Франко создаётся культ Хосе Антонио как героя и мученика. Он был перезахоронен сначала в Эскориале, затем — в специально построенной гигантской базилике в Долине Павших. В 1975 году там же был захоронен и сам Франко. В 2019 прах Франко был перезахоронен в фамильный склеп в Мадриде. 24 апреля 2023 года останки Примо де Риверы также эксгумировали из мавзолея в Долине Павших и перевезли на кладбище Сан-Исидро в Мадриде, в соответствии с законом «О демократической памяти» (2022).